# Oksaloglikolat reduktaza (dekarboksilacija)
Oksaloglikolat reduktaza (dekarboksilacija) (EC 1.1.1.92, oksaloglikolatnana reduktaza (dekarboksilacija)) je enzim sa sistematskim imenom D-glicerat:NAD(P)+ oksidoreduktaza (karboksilating). Ovaj enzim katalizuje sledeću hemijsku reakciju
-glicerat + NAD(P)+ + CO2 {\displaystyle \rightleftharpoons } 2-hidroksi-3-oksosukcinat + NAD(P)H + 2 H+
Oksaloglikolatna reduktaza takođe redukuje hidroksipiruvat do D-glicerata, i glioksilat do glikolata.

## Literatura
- Nicholas C. Price; Lewis Stevens (1999). Fundamentals of Enzymology: The Cell and Molecular Biology of Catalytic Proteins (Third изд.). USA: Oxford University Press. ISBN 019850229X.
- Eric J. Toone (2006). Advances in Enzymology and Related Areas of Molecular Biology, Protein Evolution (Volume 75 изд.). Wiley-Interscience. ISBN 0471205036.
- Branden C; Tooze J. Introduction to Protein Structure. New York, NY: Garland Publishing. ISBN 0-8153-2305-0.
- Irwin H. Segel. Enzyme Kinetics: Behavior and Analysis of Rapid Equilibrium and Steady-State Enzyme Systems (Book 44 изд.). Wiley Classics Library. ISBN 0471303097.

## Spoljašnje veze
- Oxaloglycolate+reductase+(decarboxylating) на 